# Otep
Otep — американская ню-метал-группа, сформированная в 2000 году в Лос-Анджелесе.

## Состав группы
- Отеп Шамайя  — вокал
- Стивен Барбола — гитара
- «Эвил» Дж. МакГваир — бас, бэк-вокал
- Дэвид Джентри — ударные

## История
Группа была собрана в 2000 году. Идея её создания принадлежала вокалистке Отеп Шамайе. Спустя год упорной работы вышла первая демозапись группы, группа начинает набирать популярность в Лос-Анджелесе и за его пределами. В том же году выходит EP группы, названный «Jihad». Уже в следующем году группа выпускает свой первый студийный альбом «Sevas Tra», который получает хорошие отзывы и расширяет армию фанатов группы. Их замечает сам Оззи Озборн, вследствие чего группа получает приглашение на участие в ежегодном фестивале Ozzfest, где они выступают вместе с такими группами как Slipknot, Marilyn Manson, Mudvayne, Drowning Pool, Disturbed и прочими. Второй альбом группы, названный «House Of Secrets» продюсировал Грег Уелс в Лос-Анджелесе на Rocket Carousel Studios в конце 2003. Пластинка выходит в 2004 году. На новом альбоме в музыке проявляется сильная склонность к дэт-металу. 
Отеп Шамайя — известная общественная активистка: она получила статус «Выдающийся музыкант» от организации GLAAD (Gay & Lesbian Alliance Against Defamation), отметившей таким образом её вклад в борьбу за права сексуальных меньшинств.

## Дискография Otep
- 2001 — Jihad (EP)
- 2002 — Sevas Tra
- 2004 — House Of Secrets
- 2005 — Wurd Becomes Flesh (EP)
- 2007 — The Ascension
- 2009 — Smash The Control Machine
- 2011 — Atavist
- 2012 — Sounds Like Armageddon (Live)
- 2013 — Hydra
- 2016 — Generation Doom
- 2018 — Kult 45
- 2023 -- The God Slayer